# Hefei
Hefei (kineski: 合肥; doslovno: „Spoj rijeka”) je glavni i najveći grad kineske pokrajine Anhui, na istoku Kine. Hefei je kroz povijest također bio poznat i kao Luzhou ili Luyang, te Ho-fei i Luchow). Grad ima status prefekture i sačinjen je od 7 distrikta, a služi kao političko, gospodarsko, kulturno središte pokrajine Anhui. Prefektura koje graniče s Hefeijem su: Huainan na sjeveru, Chuzhou na sjeveroistoku, Wuhu na jugoistoku, Tongling na jugu, Anqing na jugozapadu i Lu'an na zapadu. 

## Zemljopis
Hefei se nalazi 130 kilometara zapadno od Nanjinga u južnom središnjem Anhuiju. Jezero Chao, udaljeno samo 15 km jugoistočno od grada, jedno je od najvećih slatkovodnih jezera u Kini. Iako je jezero u posljednjih nekoliko desetljeća zagađeno dušikom i fosforom, situacija se poboljšava zahvaljujući naporima obje vlade i naroda.
Hefei ima suptropsku klimu s četiri godišnja doba, koja se odlikuje blizinom planina i položajem grada na obali. Prosječna godišnja temperatura iznosi 16,18 ° C, siječanj je najhladniji mjesec s prosjekom od 2,8 ° C. Najtopliji mjesec je srpanj s prosjekom od 28,3 ° C, te s temperaturama iznad 37 ° C. Hefei ima godišnju količinu oborina od nešto više od 1.000 mm godišnje. Sunce sja u Hefeiju u rasponu od 35 % u ožujku do 50 % u kolovozu, što gradu daje 1.868 sunčanih sati godišnje.

## Povijest

### Stari vijek
Od 8. do 6. stoljeća prije Krista Hefei je bio mjesto mnogih malih država, kasnije dijela Chu (država). Brojni su arheološki nalazi iz tog razdoblja. Ime Hefei je prvi put dodijeljeno županiji postavljenoj na području pod dinastijom Han u 2. stoljeću prije Krista. Kraj dinastije Han obilježila je i Bitka kod Xiaoyao Forda (逍遙津) u Hefeiju u 3. stoljeću (vjerojatno oko 217.). Zhang Liao, general države Cao Wei, poveo je 800 izabranih konjanika kako bi porazio 200.000 vojnika suparničke države Istočni Wu. Nakon ove bitke uslijedilo je nekoliko desetljeća ratovanja u Hefeiju između Wua i Weija.
Tijekom 4. do 6. stoljeća poslije Krista, ova presudna granična regija između sjevernih i južnih država bila je u velikoj borbi; zbog toga su se često mijenjali njegov naziv i administrativni status. Tijekom razdoblja dinastije Sui (581. – 618.) i T'ang (618. – 907.), ona je postala sjedište prefekture Lu, naziv koji je zadržao sve do 15. stoljeća kada je postao viša prefektura Luzhou.

### Srednji vijek
Sadašnji grad potječe iz dinastije Song (960. – 112.), pri čemu je stariji Hefei bio nešto sjevernije od današnjeg grada. U 10. godini cara Xininga (十年, 1077. god.), porezi prikupljeni iz prefekture Luchow ili Liu-tcheou (庐州, Luzhou) bili su 50315 Guana, što je oko 25 milijuna današnjih kineskih Yuan-a, te je bio 11. u cijeloj Kini.
Tijekom 10. stoljeća (Pet dinastija i Deset kraljevstava) bio je neko vrijeme glavni grad neovisnog kraljevstva Wu (902. – 938.) i bio je važno središte države Južni Tang (937. – 975.). Nakon 1127. postao je obrambeno središte obrane dinastije Južni Song (1126. – 1279.) protiv Džurdži osvajača koji će osnovati dinastiju Jin, ali i središte rastuće trgovine između dviju država.

### Novi vijek
Za dinastije Qing Hefei je bio privremeni glavni grad Anhuija od 1853. do 1862. godine. Bio je centar za prikupljanje žitarica, graha, pamuka i konoplje, kao i centar za rukotvorine od tkanine, kože, bambusa i željeza. Kada je 1911. godine osnovana Kineska republika, ukinuta je viša prefektura, a grad je dobio ime Hefei. Izgradnja željezničke pruge Tianjin-Pukou 1912. godine, dalje na istoku, jedno je vrijeme učinila Hefei provincijom, a velik dio njegove važnosti prešao je u Bengbu. No, nakon što je od 1932.-'36. izgrađena pruga koja povezuje Hefei s Yuxikouom (grad na rijeci Jangce nasuprot Wuhu) na jugoistoku i uz rijeku Huai do Huainana na sjeveru, oživilo je gospodarstvo područja Hefei, koje je postalo stjecište proizvoda iz Wuhua do Nanjinga.
Nakon pobjede Kine u Drugom kinesko-japanskom ratu 1945. god., 1949. Hefei je postao glavni grad Anhuija. Iako je Hefei sredinom tridesetih godina prošlog stoljeća bio tihi trgovački gradić s oko 30.000 stanovnika, u sljedećih 20 godina broj stanovnika porastao je za više od deset puta. Veliki dio novog rasta proizašao je iz njegova razvoja kao industrijskog grada 1950-ih kada je izgrađena termoelektrana, koja koristi ugljen iz Huainana, tvornica pamuka, tvornica kemijskih gnojiva, što je podržavao novoizgrađeni željeznički kompleks i čeličana. Kasnije su nastale i tvornice tvorničkih i poljoprivrednih strojeva, te aluminijska proizvodnja i druge lake industrije. Od tada je organizirano i nekoliko sveučilišta u gradu.

## Znamenitosti
Iako je turizam u Hefeiju počeo kasnije, on je prepoznao vlastitu povijesnu baštinu kao turističke resurse s humanističkim značajkama: 
- Avenija Bao parka (Bao he) koju je izgradio Bao Zheng u 11. st.
- Baogong hram (包公廟宇; Bāo Gōngyi) i škola iz 11. st., podignut pored groba Bao Zhenga.
- Xiaoyaojin (逍遥津), drevno bojno polje razdoblja Tri kraljevstva pretvoreno je u javni park s povijesnim i kulturnim sadržajima, lijepim okolišem i ugodnim krajolikom.
- Vrt Hui (徽园 Huī yuán) otvoren je u rujnu 2001.; u parku se nalazi oko 45 slikovitih mjesta, uključujući vrt Hefei, park Lu'an i cestu Cao Cao Yunbing.

- Bao park
- Ulaz u park Xiaoyaojin
- Glavna dvorana Bao Gong hrama 2012.
- Zabavni park Hefeija

## Uprava
Administrativne podjele u Hefeiju su se često mijenjale tijekom povijesti, no danas službeno su formirane aktualne administrativne jedinice, odnosno 4 distrikta (区 qu), 1 samostalni gradski okrug (市 shi) i 4 okruga (县 xian):
| Zemljovid        | #         | Ime    | Hanzi          | Pinyin   | Površina (km²) | Broj naselja | Broj sela |
| ---------------- | --------- | ------ | -------------- | -------- | -------------- | ------------ | --------- |
|                  |           |        |                |          |                |              |           |
| Gradsko područje |           |        |                |          |                |              |           |
| 1.               | Yaohai    | 瑶海区 | Yáohǎi Qū      | 142,9    | 3              | 18           |           |
| 2.               | Luyang    | 庐阳区 | Lúyáng Qū      | 139,32   | 1              | 14           |           |
| 3.               | Shushan   | 蜀山区 | Shǔshān Qū     | 261,36   | 2              | 17           |           |
| 4.               | Baohe     | 包河区 | Bāohé Qū       | 294,94   | 2              | 38           |           |
| Predgrađa i sela |           |        |                |          |                |              |           |
| 5.               | Changfeng | 长丰县 | Chángfēng Xiàn | 1.928,45 | 14             | 193          |           |
| 6.               | Feidong   | 肥东县 | Féidōng Xiàn   | 2.205,92 | 14             | 249          |           |
| 6.               | Feixi     | 肥西县 | Féixī Xiàn     | 2.082,66 | 19             | 241          |           |
| 7.               | Lujiang   | 庐江县 | Lújiāng Xiàn   | 2.347,48 | 17             | 194          |           |
| Satelitski grad  |           |        |                |          |                |              |           |
| 9.               | Chaohu    | 巢湖市 | Cháohú Shì     | 2.031,22 | 12             | 138          |           |

## Stanovništvo
Prema procjeni u gradu Hefei je 2009. živjelo 1.432.642 stanovnika, no već 2018. godine ukupan broj stanovnika u gradu iznosi 3.865.000 stanovnika. Većina stanovništva u Hefeiju su Han Kinezi, te postoji samo relativno mali broj Huej Kineza koji žive u gradu, za koje je izgrađeno nekoliko džamija. Od više od pet milijuna ljudi u gradu, mali broj čine radnici migranti iz drugih dijelova Anhuija.
| 1990.   | 2000.     | 2009.     | 2018.     |
| ------- | --------- | --------- | --------- |
| 733.396 | 1.302.775 | 1.432.642 | 3.865.000 |

## Gospodarstvo
Prije kineskog građanskog rata Hefeijeva glavna industrija bila je poljoprivreda. Nakon Drugog svjetskog rata, glavni grad Anhuija prebačen je iz Anqinga u Hefei. Kako bi pomogli razvoj grada, mnogi su talentirani ljudi poslani iz drugih dijelova zemlje. Suvremeni Hefei ima, između ostalog, industriju strojeva, elektronike, kemije, čelika, tekstila i cigareta. God. 2016., BDP Hefeija je iznosio 627,43 milijarde eura. Hefei je The Economist identificirao u prosincu 2012. kao najbrže rastuće svjetsko gradsko gospodarstvo.

## Promet
Hefei ima stotine autobusnih linija, među kojima je i sustav brzog tranzita Hefei otvoren 2010. godine. Samo 2000. godine u gradu je vozilo gotovo 4.500 autobusa na 161 prometnih linija ukupne duljine od 2.040 kilometara, a prosječna dnevna kilometraža javnog prijevoza iznosila je 720.000 km. Udio putovanja u javnom prijevozu se od tada stalno povećavao.
Dana 30. svibnja 2013. otvorena je nova međunarodna zračna luka Hefei-Xinqiao koja je zamijenila staru zračnu luku Hefei-Luogang.
U prosincu 2016. godine puštena je u rad prva linija podzemne željeznice Hefei (linija 1), a u prosincu 2017. godine puštena je u rad i druga linija (linija 2). Sveukupno, planirana je mreža podzemne željeznice s osam linija koja će biti duga od oko 300 km.

## Zbratimljeni gradovi
- Aalborg  Danska (1989.)
- Belfast  Ujedinjeno Kraljevstvo (2003.)
- Bujumbura  Burundi (1986.)
- Columbus, Ohio  SAD (1988.)
- Darebin  Australija (2003.)
- Freetown  Sijera Leone (1984.)
- Kurume  Japan (1980.)
- Lleida  Španjolska (1998.)
- Osnabrück  Njemačka (2006.)
- Santiago de Chile  Čile (2007.)
- Ufa  Rusija (216.)
- Wonju  Južna Koreja (2002.)

## Vanjske poveznice
|  | Zajednički poslužitelj ima još gradiva o temi Hefei |